# Upton Rock
Der Upton Rock ist ein Klippenfelsen im Archipel der Südlichen Shetlandinseln. Er liegt 5 km nordwestlich der Flat Top Peninsula von King George Island.
Das UK Antarctic Place-Names Committee benannte ihn 1961 nach Benjamin Upton, Kapitän des US-amerikanischen Robbenfängers Nancy aus Salem, der zwischen 1820 und 1822 in den Gewässern um die Südlichen Shetlandinseln operierte.